# Gisulf I
Gisulf I (zm. ok. 580) – pierwszy książę Friuli (wtedy Forum Julii, obecnie Cividale del Friuli) w latach ok. 569–580, syn Grasulfa, brata Alboina, pierwszego króla Longobardów we Italii. Alboin wyznaczył go na księcia około 569 po podbiciu tego regionu przez Longobardów.
Początkowo Gisulf był marpahisem, czyli "koniuszym", u boku swego stryja Alboina. Według Pawła Diakona był "mężem pod każdym względem odpowiednim", by zarządzać świeżo opanowanym regionem wokół Forum Julii. Gisulf poprosił Alboina o możliwość wybrania rodów (faras), które będą mogły rządzić we Friuli i otrzymał na to zgodę króla. W ten sposób wybrał rody, które mogły osiedlić się we Friuli na stałe i "przyjął zaszczytny urząd księcia". Alboin podarował mu też wielkie stado rasowych koni, być może w nagrodę za dotychczasową służbę.
Władał w okresie dekady rządów książąt z lat od 575 do 585. Jego następcą został jego syn Gisulf II.